# Budapesti Központi Tejcsarnok Rt.
A Budapesti Központi Tejcsarnok Rt., gyakran csak Központi Tejcsarnok, Erzsébetvárosi Tejüzem egy megszűnt budapesti élelmiszeripari létesítmény.

## Története
A gyárat 1885/1887-ben építették fel Meinig Artúr, más források szerint Wellisch Gyula és Wellisch Sándor tervei szerint eklektikus stílusban a Rottenbiller utca 31. szám alatti telken. Az igen nagy méretűnek számított létesítmény a Budapesti Központi Tejcsarnok Szövetkezet kezelésében állt, amely saját fióküzlethálózattal és házakhoz szállításra 100 kocsival is rendelkezett, így látva el egészséges tejjel a főváros lakosságát. A gyár készített igen jó minőségűnek ítélt habtejszínt, kávétejszínt, vajat, tejfölt, és túrót. Ugyancsak az üzem terjesztette el Budapesten a pasztörizált tejet és a Székely-féle gyermektejet, mindezen egészségügyi szempontokat figyelembe vevő termékek és a gyár mintaszerű működése, ellenőrzési rendszere nagy elismerést vívott ki Magyarországon és külföldön is a tejcsarnoknak.
A gyár az államosítás után Erzsébetvárosi Tejüzem, Kelet-Budapesti Tejüzem néven működött.
Az üzem a rendszerváltás után megszűnt, épülete áll.

## További irodalom
- Rozsnyai József: Meinig Arthur, Holnap Kiadó, Budapest, 2018, ISBN 9789633492192 (Az Építészet Mesterei-sorozat)